# 二階堂平法
二階堂平法，以一、八、十三種字型為基本招式，所衍生出的一種劍術。「一文字」為初階劍法，「八文字」為中階劍法，「十文字」為高階劍法。而一、八、十三個字可以合為一個平字，故名為平法。

## 由來
相傳由二階堂氏首創，並與劍術中条流有相關，在歷史記載中，日本會此劍術的傳人中最為出名的是松山主水(?~1635年)，曾以此法逼退大軍，之後傳給村上吉之丞，便無傳人。

## 心之一方
關於其真正的內容已無從考據。據傳當細川忠利登上江戶城時，只要松山主水站在隊伍的最前面，他就會施展「心之一方」使混亂的人群散開，讓隊伍能順利通過。而當松山主水將左手掌心向下伸出時，試圖橫越隊伍前進方向的人就無法動彈，甚至有些人會在遠處奔跑時被絆倒。以現代的說法來看可能為某種瞬間催眠術的技巧。

## 關聯項目
- 松山主水